# Chrysosplenium japonicum
Chrysosplenium japonicum är en stenbräckeväxtart som först beskrevs av Carl Maximowicz, och fick sitt nu gällande namn av Tomitaro Makino. Chrysosplenium japonicum ingår i släktet gullpudror, och familjen stenbräckeväxter.

## Underarter
Arten delas in i följande underarter:
- C. j. cuneifolium
- C. j. tetrandrum